# Municipio de Bethel (Illinois)
El municipio de Bethel (en inglés: Bethel Township) es un municipio ubicado en el condado de McDonough en el estado estadounidense de Illinois. En el año 2010 tenía una población de 327 habitantes y una densidad poblacional de 3,45 personas por km².

## Geografía
El municipio de Bethel se encuentra ubicado en las coordenadas 40°19′27″N 90°44′5″O / 40.32417, -90.73472. Según la Oficina del Censo de los Estados Unidos, el municipio tiene una superficie total de 94.89 km², de la cual 94,89 km² corresponden a tierra firme y (0 %) 0 km² es agua.

## Demografía
Según el censo de 2010, había 327 personas residiendo en el municipio de Bethel. La densidad de población era de 3,45 hab./km². De los 327 habitantes, el municipio de Bethel estaba compuesto por el 98,17 % blancos y el 1,83 % eran de una mezcla de razas. Del total de la población el 0,31 % eran hispanos o latinos de cualquier raza.